# 安達典夫
安達 典夫（あだち のりお、1954年9月20日 - ）は東京都荒川区出身のプロゴルファー。

## 来歴
実家は日暮里駅前に本社を置く安達運送で、駐車場には町内の神輿が安置してあり、諏方神社の夏祭りに、子供の頃から法被を着て神輿を担ぐのが、楽しみであった。
ゴルフを始めたのが第二日暮里小学校の頃で、ゴルフ好きでシングルの腕前を持つ父親の同伴で遊びながらプレーし、荒川区立第八中学校2年の夏休みに、キャディのアルバイトをしながら朝夕に練習したのが、本格的にゴルフをした最初であった。
都立竹台高校3年時には倉本昌弘や藤木三郎も顔を出していたジュニア選手権に出場し、決勝進出して48位であった。
高校卒業後はプロゴルファーになるつもりは全くなく、体育教師を目指して受験勉強中であったが、専修大学のゴルフ部長から誘いの電話が入る。父親と相談の結果、専修大に進学し、ゴルフ部に入部。
進学後は腕立て伏せなど、一人でもヘタると、全員が始めからやり直しで、際限なくやらされるなどの激しい練習に耐え、卒業後にプロテストで合格。
3年目の1981年にはパールカントリークラブオープン（アメリカ）で1アンダーで鷹巣南雄の1組前でスタートし、17番まで2つのバーディを奪い3アンダーとし最終18番ティーに立つ。鷹巣が18番でバーディを取ればプレーオフの可能性も残ったが、緊張のティーショットと2打目を乗せればパーは拾えるという状況で最終ショットに迷いはなく、2打目はピンまで8mの距離に乗せ、入念にラインを読み、優勝を決定的にするバーディでフィニッシュ。プロ入り3年目での初優勝を海外初出場で決め、4500ドルを獲得。
1983年のジーン・サラゼン ジュンクラシックでは2日目には鈴木弘一・金井清一・前田新作・謝敏男（中華民国）並んでの9位タイ、3日目に尾崎将司・小川清二・倉本・郭吉雄（中華民国）に次ぐ5位 に浮上したが、最終日には尾崎健夫・長谷川勝治と並んでの9位タイ に終わった。
1984年にはプロミスカップ東西対抗で個人優勝を飾り、新潟オープンでは藤木三郎・井上幸一・安田春雄・前田・高橋勝成・文山義夫・飯合肇に次ぐと同時に金井・白石達哉・海老原清治と並んでの9位タイに入った。
1985年のブリヂストン阿蘇オープンでは磯崎功・栗原孝・新井規矩雄・金子柱憲・金井・川上実と並んでの10位タイ、1987年の水戸グリーンオープンでは真板潔・渡辺三男・土山録志と共に合田洋の2位タイに入った。
1988年には静岡オープンで杉原輝雄・芹澤信雄と並んでの8位タイ、ポカリスエットオープンでは奥田靖己と共にイアン・ベーカーフィンチ、グラハム・マーシュ、ブライアン・ジョーンズ、クレイグ・パリーらオーストラリア勢に次ぐ日本勢最上位の5位タイに入り、開幕2試合連続トップ10入りを記録。富山県オープンでは初日を横島由一に次ぐと同時に並木弘道・伊藤正己・謝永郁（中華民国）を抑えての3位でスタートし、最終日は74を叩いて熊部稔と並んでの3位タイに留まった。
1992年にはハワイパールオープンで5位タイに入り、日経カップ 中村寅吉メモリアルを最後にレギュラーツアーから引退。

## 主な優勝
- 1981年 - パールカントリークラブオープン
- 1984年 - プロミスカップ東西対抗（個人）